# Пеницилл Олсона
Пени́цилл (пеници́ллий) О́лсона (лат. Penicíllium olsónii) — вид несовершенных грибов (телеоморфная стадия неизвестна), относящийся к роду Пеницилл (Penicillium).
Широко распространённый вид с крупными трёхъярусными кисточками, образующими крайне многочисленные фиалиды с конидиями.

## Описание
Колонии на агаре Чапека быстрорастущие, на 7-е сутки около 2 см в диаметре, бархатистые, обильно спороносящие в серо-зелёных или зеленовато-сизых тонах. Иногда имеются капли бесцветного экссудата. Реверс колоний кремово-жёлтый до светло-коричневого. На CYA колонии достигают диаметра 2,5—4 см за 7 дней, бархатистые, со среднеобильным до обильного спороношением в серо-зелёных или тускло-зелёных тонах, иногда с необильным неокрашенным или желтоватым экссудатом. Реверс кремовый до светло-жёлтого и жёлто-коричневого. На агаре с солодовым экстрактом (MEA) колонии 2,5—3,5 см в диаметре на 7-е сутки, бархатистые, с серо-зелёным спороношением.
Некоторые штаммы образуют светло-жёлтые склероции.
При 5 °C некоторые конидии способны к прорастанию. При 37 °C рост отсутствует.
Конидиеносцы трёхъярусные, иногда с примесью четырёхъярусных, 500—2000 мкм длиной, гладкостенные, с прижатыми элементами. Веточки симметрично расположенные, по 2—3(6) на конидиеносец, 8—18 мкм длиной. Метулы 10—12 мкм длиной, несколько вздутые на верхушке. Фиалиды цилиндрические, суженные в короткую шейку, 9—12 × 2—3,2 мкм, очень многочисленные, расходящиеся почти радиально. Конидии эллипсоидальные, 3—4 × 2,5—3 мкм, едва шероховатые.

### Отличия от близких видов
Близок Penicillium brevicompactum и Penicillium bialowiezense, от которых отличается значительно более быстрым ростом. Определяется по очень крупным кисточкам с большим множеством фиалид — около 200 в среднем.

## Экология и значение
Часто встречается в оранжерейных почвах, в тропических почвах, изредка — на плодах растений и пищевых продуктах растительного происхождения.
Образование микотоксинов не выявлено.

## Таксономия
Penicillium olsonii Bainier & Sartory, Ann Mycol. 10 (4): 398 (1912) ['olsoni'].

### Синонимы
- Penicillium brevicompactum var. magnum C.Ramírez, 1982
- Penicillium monstrosum Sopp, 1912
- Penicillium volgaense Beliakova & Milko, 1972